# Коляново
Коляново — деревня в Ивановском районе Ивановской области России, административный центр Коляновского сельского поселения.

## География
Деревня расположена на автодороге М-7 «Волга» (подъезд к городу Иваново), примыкает к Иванову  с юга. 

## История
В конце XIX — начале XX века деревня входила в состав Ивановской волости Шуйского уезда Владимирской губернии, с 1918 года в составе Иваново-Вознесенского уезда Иваново-Вознесенской губернии. В 1859 году в деревне числилось 28 дворов, в 1905 году — 14 дворов.
С 1929 года деревня являлась центром Коляновского сельсовета Ивановского района, с 1954 года — в составе Дегтяревского сельсовета, с 1994 года — центр Коляновского сельсовета, с 2005 года — центр Коляновского сельского поселения. 
Во второй половине XX века в деревне размещалось правление Совхоза им. 50-летия СССР - одного из ведущих сельскохозяйственных предприятий Ивановской области. 

## Население
| 1859 | 1905 | 2010  |
| ---- | ---- | ----- |
| 133  | ↘76  | ↗1175 |

## Инфраструктура
В деревне расположена Коляновская средняя школа (с 1990 года в новом здании).